# Fasih Ur Rehman
Fasih Ur Rehman (n. Lahore) es un bailarín profesional de Kathak. Fue alumno de Maharaj Ghulam Hussain Kathak por veinte años, desde 1977 hasta 1998 en Lahore. Posteriormente continuó sus estudios con Kumudini Lakhia en Londres y en Ahmedabad, India. Es el principal bailarín de Kathak masculino en Pakistán y uno de los más prestigiosos del mundo, con más de treinta años de experiencia en esta danza.

## Primeros años de vida
Proveniente de estirpe real afgana descendiente por vía materna de la princesa Fátima Sultana de Kabul, hermana del rey Amanulá Khan de Afghanistán, hijo del cineasta Massud-Ur-Rehman y sobrino del actor de Bollywood, Rehman, Fasih creció en Lahore, Pakistán. Desde niño sintió curiosidad por la danza, incentivado por su entorno comenzó por observar las clases de Maharaj Ghulam Hussein y posteriormente decidió tomar sus clases tanto en forma privada como en las clases que su maestro daba dentro y fuera de Lahore. Más adelante comenzó a actuar en presentaciones públicas dirigidas por Maharaj Ghulam.

## Carrera
Comenzó sus apariciones públicas a inicios de la década de los 1980 para varias embajadas y presentaciones privadas. Luego actuó bajo la dirección de Kumudini Lakhia a inicios de los 1990 en Inglaterra. Una vez que comenzó a coreografiar en Pakistán encontró condiciones que dificultaban mucho su desempeño como bailarín clásico (ver Cultura de  Pakistán ), hecho al que logró sobreponerse llegando a ser una figura destacada dentro del panorama del Kathak a nivel mundial.  Ha participado en eventos en Italia, Reino Unido, Túnez, Dubái, Estados Unidos, Pakistán, Japón, Londres, España, entre otros.
Trabajó de manera muy cercana con la Kathak Society (TKS) en Karachi durante el período 1998-2001.
Asim Raza realizó un documental corto acerca de Fasih Ur Rehman denominado "Raqsan".
Continúa su desarrollo profesional dictando clases en Londres, algunas ciudades de España (Barcelona, Madrid y Valencia), otras ciudades europeas y en Asia. También actúa continuamente en diversos escenarios internacionales, como el Royal Albert Hall en el Reino Unido.

## Condecoraciones
En el año 2006 recibió el premio Tamgha-e-Imtiaz, medalla de excelencia otorgada por el Gobierno Pakistaní por altos logros profesionales y destacada trayectoria.